# Berastegi
Berastegi en basque (Berástegui en espagnol) est une commune du Guipuscoa dans la communauté autonome du Pays basque en Espagne.
Elle se situe sur la route qui relie la Navarre et le Guipuscoa, en zone montagneuse. Ses habitants travaillent dans les zones industrielles proches.

## Toponymie
En basque le suffixe -(t)egi signifie maison de, lieu de lorsqu'il accompagne des noms propres, surnoms ou professions. Le terme tegi seul signifie de plus magasin ou boutique. La question, dans le cas de Berastegi, est de savoir s'il s'agit du premier cas du terme.
Quelques prestigieux philologues comme Koldo Mitxelena ou Julio Caro Baroja et d'autres contemporains comme Mikel Belasko ou Patxi Salaberri sont de l'opinion que le terme Berastegi (et d'autres localités comme Barasoain ou Beasain) est lié au nom médiéval basque Baraxa, largement documenté. Koldo Mitxelena cite de plus un exemple d'un document médiéval dans lequel apparait une personne de Berastegi qui se nommait précisément Beraxa. Mitxelena alla plus loin et pensait que ce nom était en relation avec le terme basque Beratz signifiant mou. Selon cette hypothèse beraxa ou beratza signifie le mou, le lâche et serait une espèce de sobriquet. Berastegi signifierait « maison de beraxa ».
D'autres philologues comme Jean-Baptiste Orpustan par exemple, sont plus partisans d'associer le nom de Berastegi avec une autre acception qu'au terme de beratz dans quelques dialectes basques comme « herbeux ». Ce n'est pas une hypothèse inintéressante car elle correspond bien à l'endroit de Berastegi. En se basant sur cette théorie, on a les étymologies comme maison des herbages, lieu d'herbage ou des descriptions similaires.
Jean Baptiste Orpustan proposait en plus de cette possible étymologie, l'autre possibilité que le nom dériverait de aberats signifiant riche en basque, donnant ici maison du riche.
Berastegi apparait mentionné pour la première fois au XIe siècle comme une des vallées formant l'évêché de Pampelune. Il était Berástegui ou Berastegui jusqu'à la fin du XXe siècle, Berastegui a été le nom officiel jusqu'en 1984 et la mairie adopta l'appellation officielle de « Berastegi » qui est une adaptation de l'orthographe moderne basque. En 1996, il fut publié dans le BOE  et est, depuis, le nom officiel de la municipalité.

## Géographie

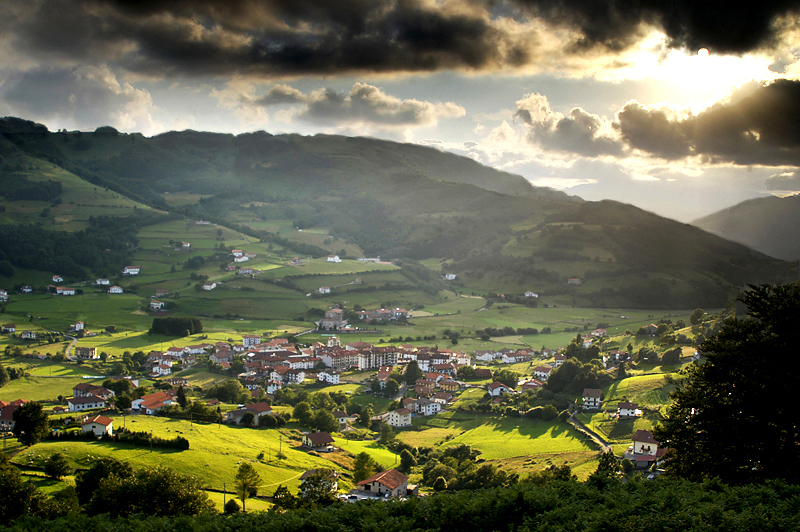
Vue de Berastegi.

### Sources
- (es) Cet article est partiellement ou en totalité issu de l’article de Wikipédia en espagnol intitulé « Berástegui » (voir la liste des auteurs).